# أليس إيفانز (لاعبة كرة قدم)
أليس إيفانز (بالإنجليزية: Alice Evans)‏ هي لاعبة كرة قدم بريطانية، ولدت في 1994 في آبريستويث في المملكة المتحدة.

## روابط خارجية
- أليس إيفانز على موقع قاعدة بيانات كرة القدم.إي يو (الإنجليزية)
- أليس إيفانز على موقع Soccerway.com (الإنجليزية)